# اوپوتشنو
اوپوتشنو (به چکی: Opočno) یک منطقهٔ مسکونی، شهرستان دارای شهرک سابقاً روستا و شهرک در جمهوری چک است که در ناحیه ریخنوف ناد کنیژنوو واقع شده‌است. اوپوتشنو ۳٬۲۲۴ نفر جمعیت دارد.